# 諮問
| ウィキペディアには「諮問」という見出しの百科事典記事はありません（タイトルに「諮問」を含むページの一覧/「諮問」で始まるページの一覧）。 代わりにウィクショナリーのページ「諮問」が役に立つかもしれません。 |